# Debüt
Als Debüt (französisch début für ‚Anfang‘; veraltet Debut) bezeichnet man die erste Arbeit, die jemand in einem bestimmten Bereich der Öffentlichkeit präsentiert, oder den ersten Bühnenauftritt vor allem auf dem Theater, in der Oper, beim Ballett, aber auch beim Film oder auf dem Konzertpodium. Die Rolle, in der ein Künstler debütiert, nennt man Debütrolle (bei Johann Wolfgang von Goethe auch Antrittsrolle) und die Künstler Debütanten. Auch sich erstmals zu präsentieren, etwa als Spieler in einer Mannschaft, wird häufig als ihr oder „sein Debüt“ bezeichnet.
In der Schweiz schreibt man meist Début wie im Französischen, aber debütieren und Debütant.

## Beispiele
- Ein Musiker präsentiert sein Debütalbum.
- Ein Sportler debütiert bei seinem ersten Profieinsatz oder seiner ersten Wettbewerbsteilnahme.
- Ein Schauspieler debütiert am Theater oder in einem Film in einer bestimmten Rolle.
- Ein Opernsänger debütiert an einem bestimmten Opernhaus.
- Ein (junger) Regisseur bekommt für seinen Debütfilm einen Förderpreis.
- Ein (junger) Schriftsteller bekommt für seinen ersten Roman einen Preis, z. B. den Debütpreis des Buddenbrookhauses.
- Ursprünglich bezeichnete debütieren das offizielle Vorstellen von jungen Mädchen vor der Gesellschaft, üblicherweise im Rahmen eines Balls. Die Debütantinnen waren damit in die Gesellschaft aufgenommen, galten also als erwachsen (und heiratsfähig). Dies wird teils noch heute so praktiziert.

## Abgrenzungen
Nur bei Urhebern in einer Kunstform, wie z. B. bei Schriftstellern oder Bildenden Künstlern, kann ein Debüt zugleich auch ein Erstlingswerk bezeichnen.